# Колокольников переулок
Колоко́льников переу́лок — улица в центре Москвы в Мещанском районе между Трубной улицей и Сретенкой.

## Происхождение названия
Название XVIII века дано по находившемуся здесь в XVII веке литейному заводу мастера Ивана Моторина, где отливались колокола, в том числе знаменитый Царь-колокол. Известно его прошение, датированное июнем 1733 года, где он пишет, что у него: «…дом свой за Сретенскими вороты в приходе церкви Сергия Чудотворца, что в Пушкарях, на котором моем дворе имеетца у меня нижайшего литейной колокольной завод немалой, на оном отправляю всякие колокольныя разныя дела».

## Описание
Колокольников переулок начинается от Трубной улицы и проходит на восток параллельно Большому Сергиевскому слева и Печатникову справа. Выходит на Сретенку напротив Ащеулова переулка.

## Здания и сооружения
По нечётной стороне:
- № 5А —  УВД на Московском метрополитене;
- № 11 — доходный дом (1907, архитектор П. А. Ушаков).
- № 17 — Московское химическое общество имени Д.И. Менделеева
- № 19 — Останкинский военный комиссариат

По чётной стороне:
- № 10 — собственный доходный дом архитектора Н. С. Курдюкова (1913, архитектор Н. С. Курдюков)[1]
- № 22 — Московский центр трудового обмена;
- № 24 — издательство «Героика и спорт».

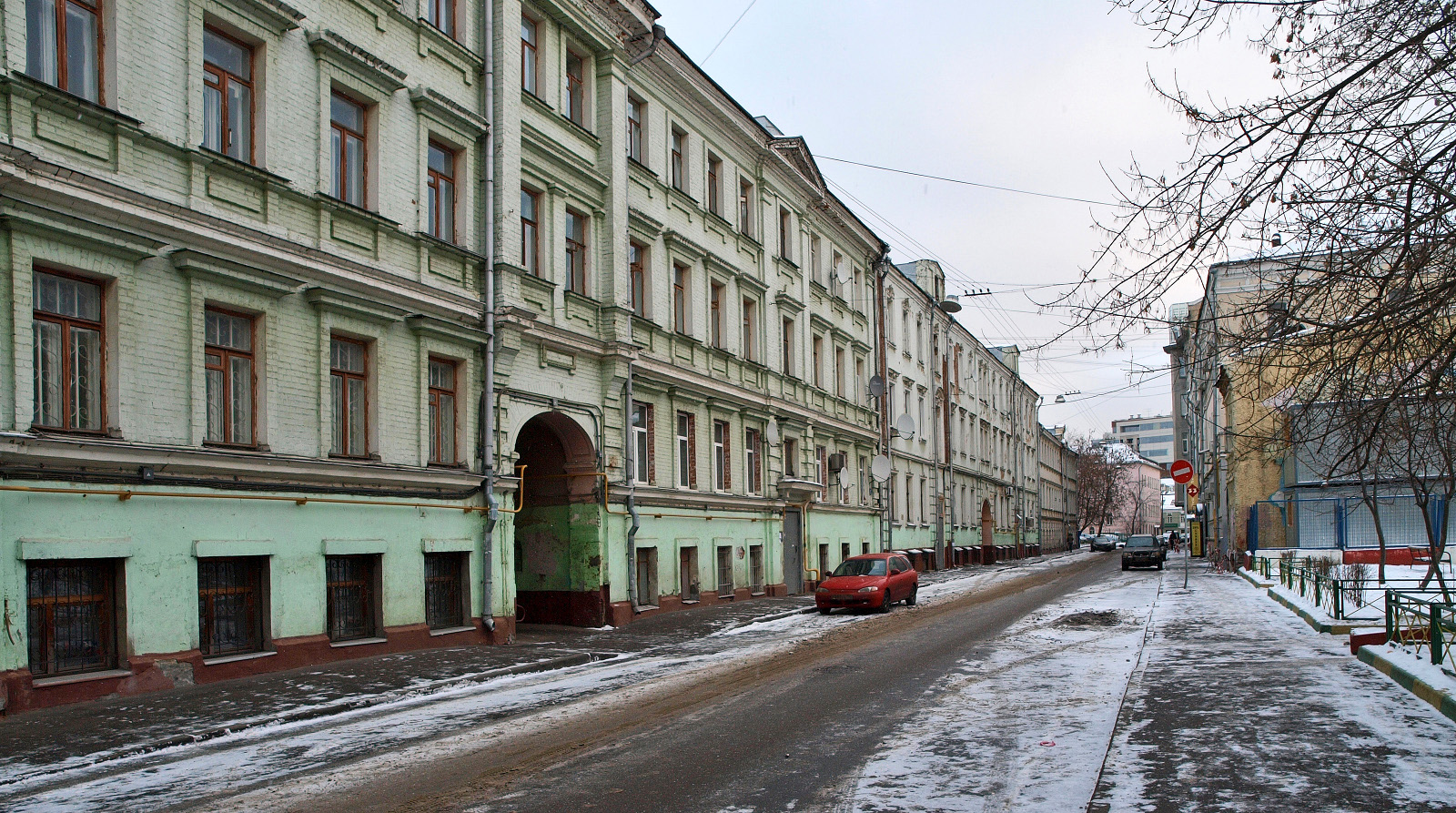
№№ 15, 17
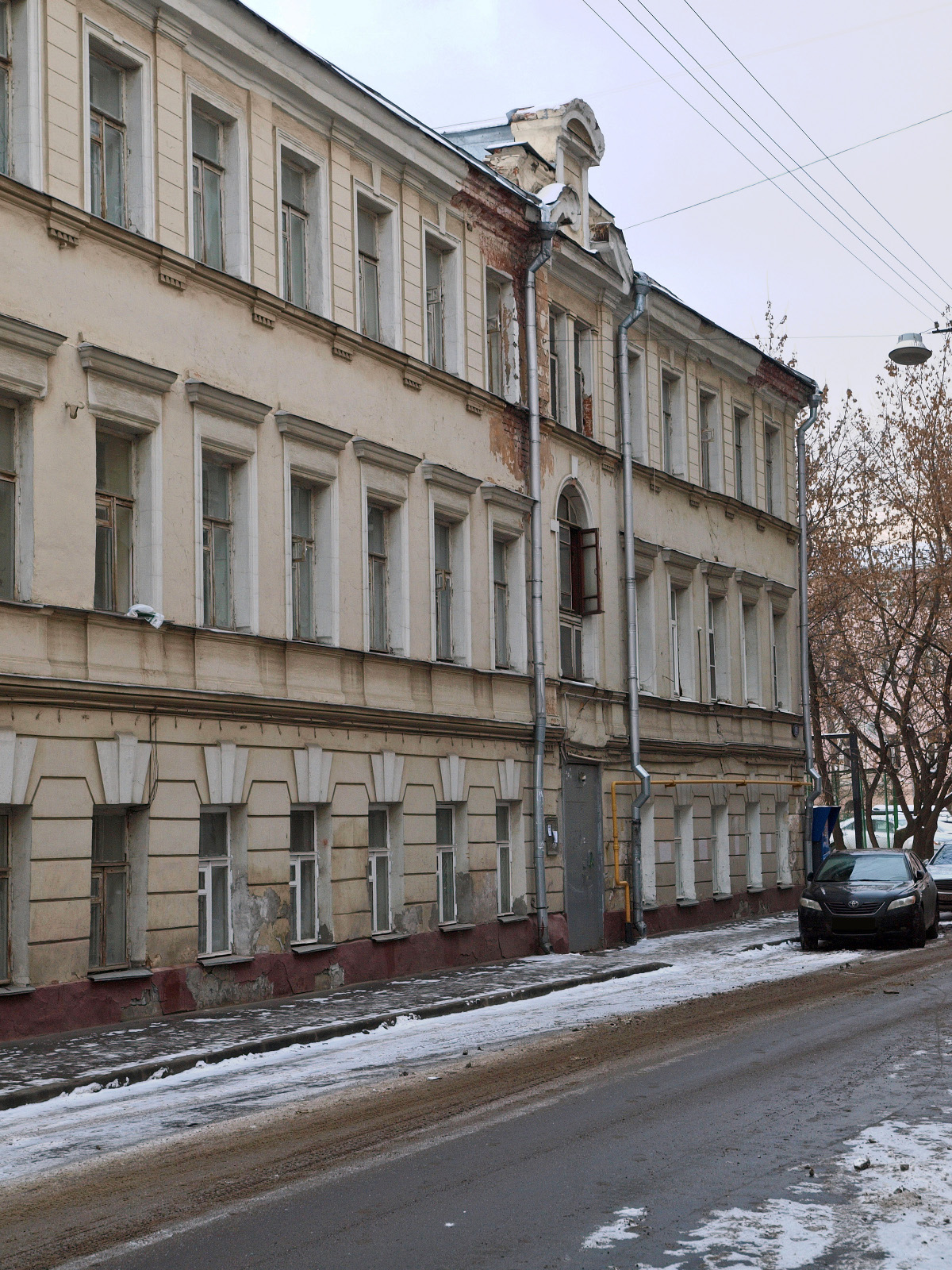
№ 19
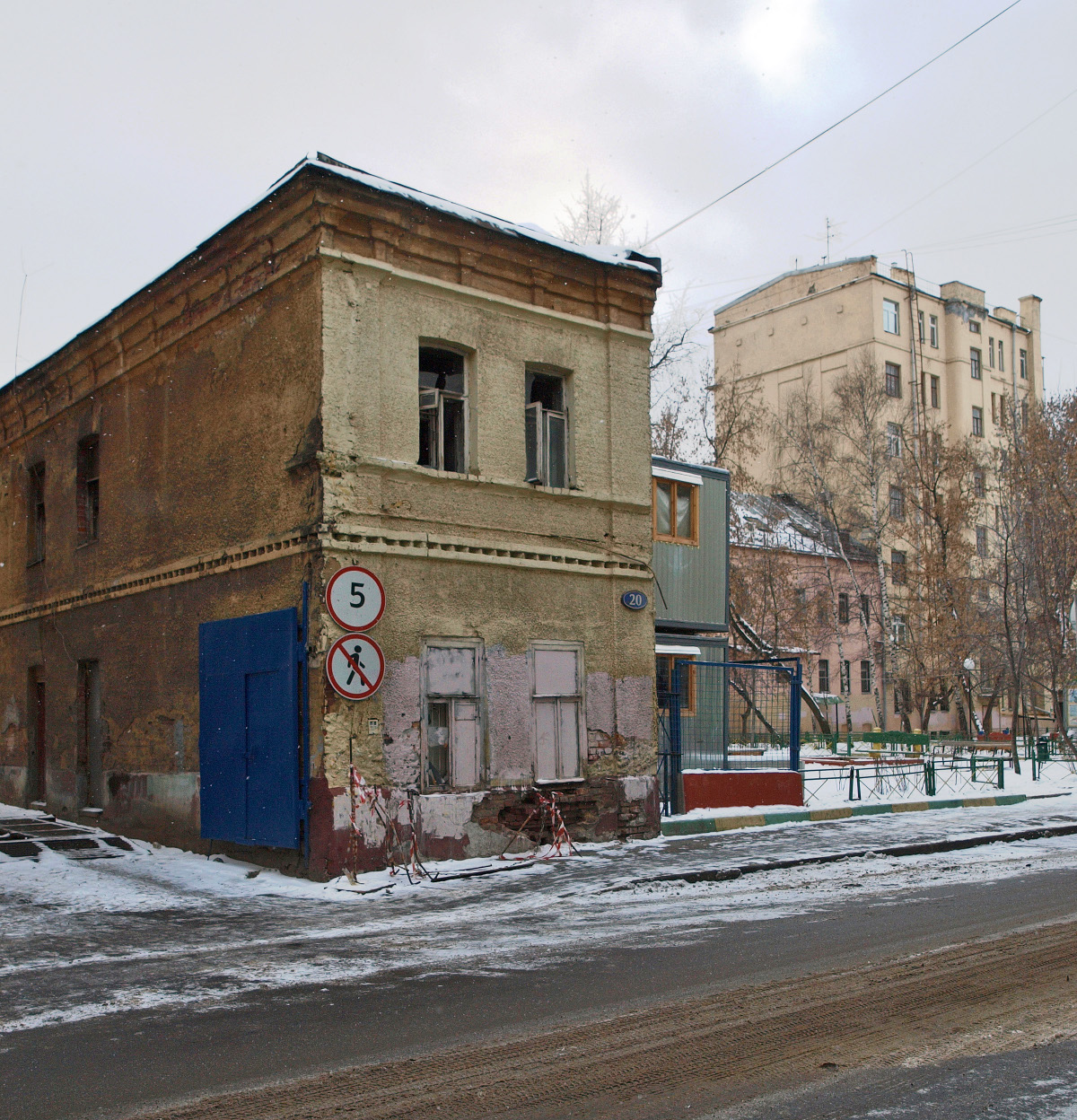
№ 20
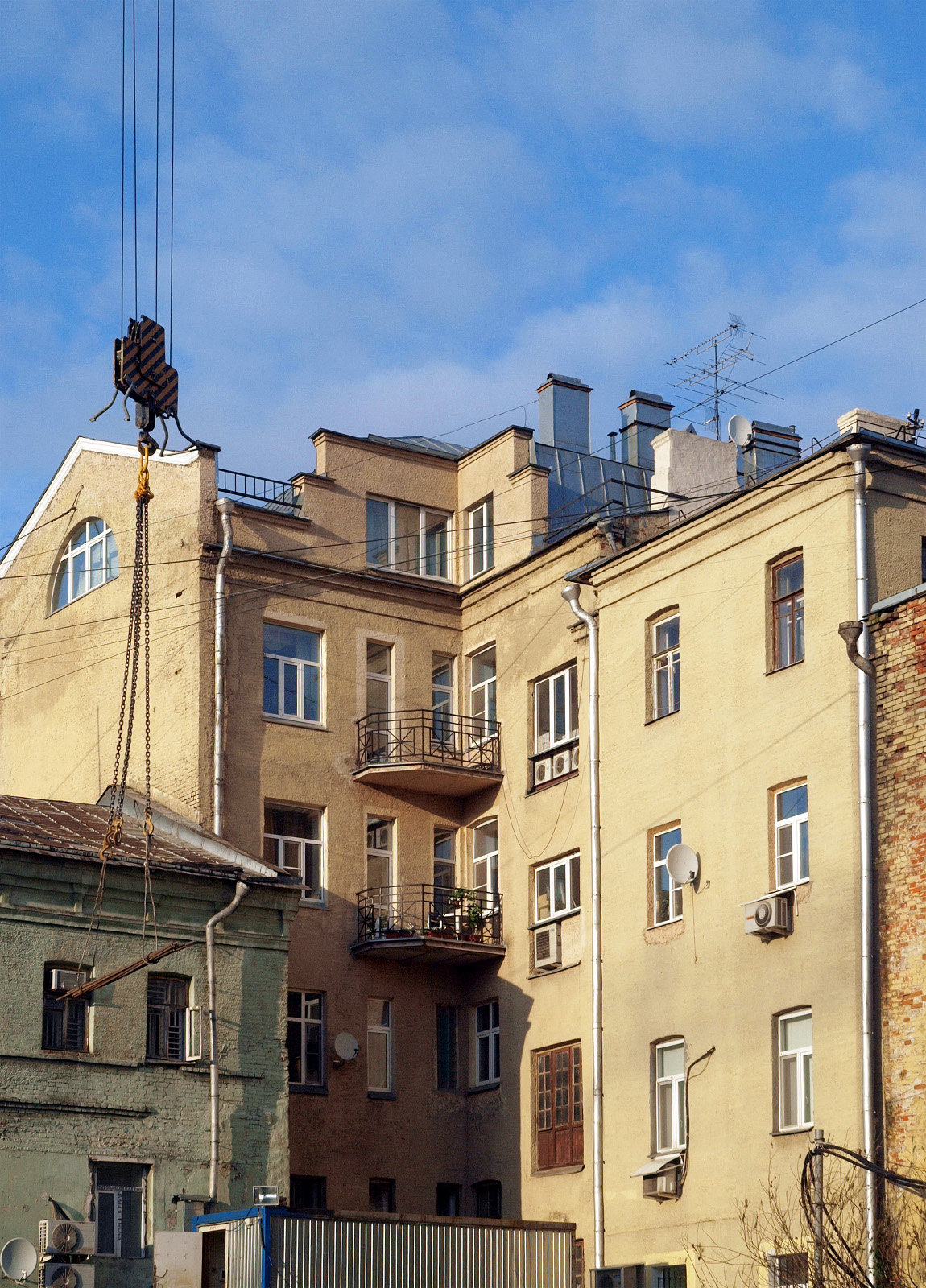
№ 24, внутренний двор
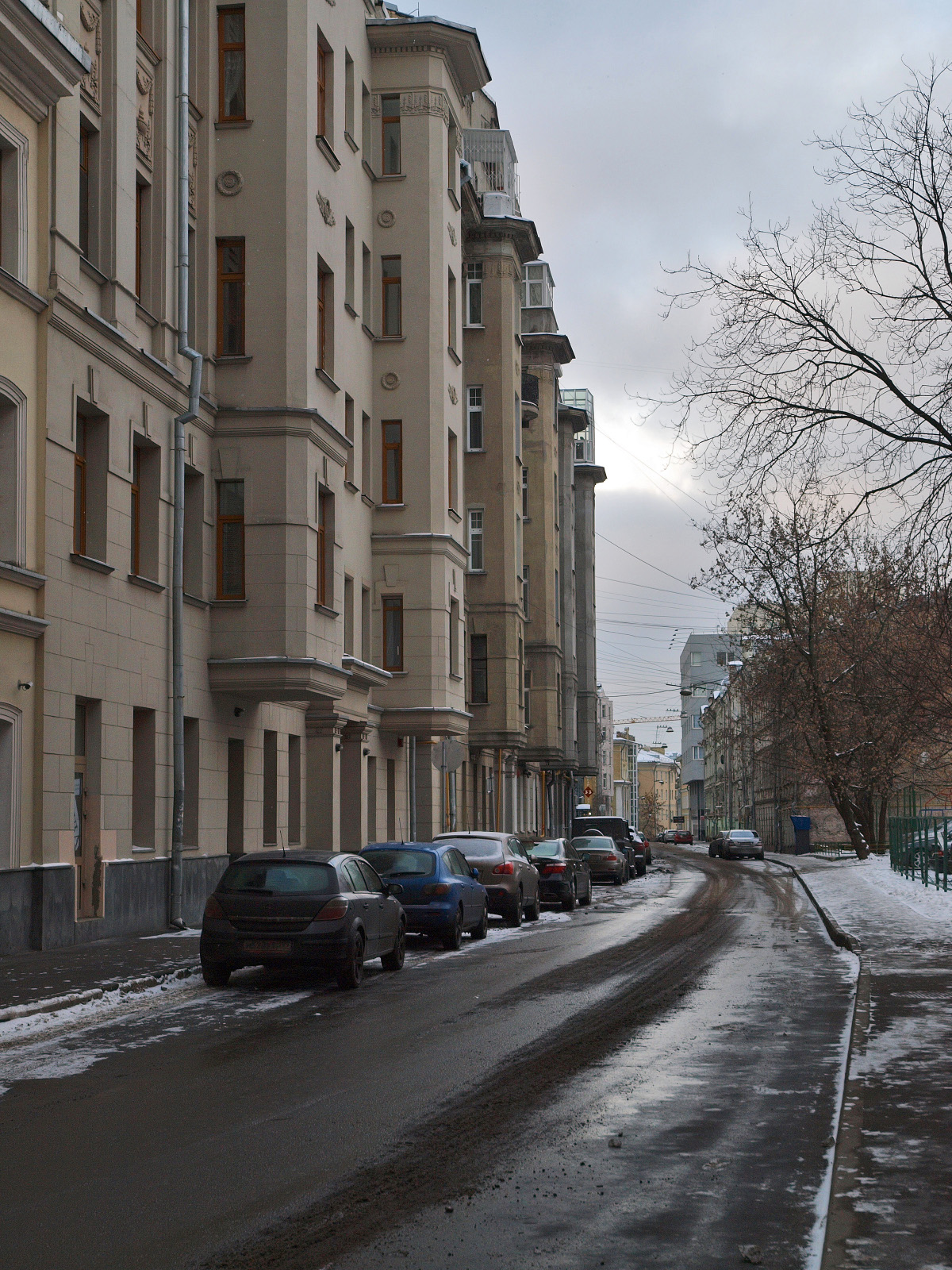
№ 24